# Kościół św. Klemensa w Borowie Polskim
Kościół pw. św. Klemensa w Borowie Polskim – kościół filialny parafii pw. św. Marii Magdaleny w Nowym Miasteczku, dekanat Kożuchów, diecezja zielonogórsko-gorzowska.

## Historia
Kościół pw. św. Klemensa z XV wieku. Późnogotycki, salowy, wybudowany z kamienia polnego i cegieł. Usytuowany nieopodal zamku na wzgórzu i otoczony murem. Według tradycji kościół istniał tu już przed 1414 rokiem, kiedy to obecny został wzniesiony na jego miejscu z fundacji czterech braci Nickela, Günthera, Heinricha i Clemensa von Rechenberg. 
Na wieży kościelnej były zawieszone dwa dzwony. Pierwszy z nich został ufundowany w 1510 roku przez ród von Rechenbergów. Średnica dzwonu 80 cm. Drugi dzwon Ave Maria o średnicy 57 cm. Gruntownej przebudowy kościoła dokonano ok. połowy XVI w. dostawiając kwadratową wieżę i zakrystię. 
W latach 1559–1629 kościół należał do protestantów. W XVII w. jezuici wznoszą od strony północnej kościoła kaplicę pw. św. Anny. Liczne gotyckie rzeźby z wyposażenia kaplicy znajdują się w Muzeum Ziemi Lubuskiej.